# Vogt Dem for efterligninger
Vogt Dem for efterligninger var det eneste album, der blev udsendt af fritidsbandet Starfuckers.
Albummets titel er ikke ganske entydig. Ved genudgivelsen på CD flere år efter den oprindelige LP-udgivelse havde albummet ikke officiel titel på CD-coveret og på CD'ens tryk var i stedet angivet Vogt dig for efterligninger. Albummet indgik som bonus CD på bokssættet Dansk Rock Historie 1965-1978 udsendt i 2010, denne gang med titlen Vogt Dem for efterligninger. 
Vogt Dem for efterligninger blev indspillet live i 1977 på Ryslinge Kro og på Multimusk Festivalen i Silkeborg. Albummet, der var produceret af Nils Henriksen og Poul Bruun blev udgivet i 1978 på Medley Records. Pladecoveret var designet af Peder Bundgaard.
Det siges, at den instrumentale del måtte genindspilles i studiet af den grund, at bandet var for beruset under koncerten.[kilde mangler]

## Spor
1. "Blaffersangen" [live]
2. "Nanna" [live]
3. "Joanna" [live]
4. "Sylvesters drøm" [live]
5. "Christianshavns Kanal" [live]
6. "Fi-fi dong" [live]
7. "To sjæle" [live]
8. "Gør mig varm" [live]
9. "Hva' gør vi nu, lille du?" [live]
10. "Østre Gasværk" [live]